# Adam Small
Adam Small (Wellington, 21 december 1936 – Kaapstad, 25 juni 2016) was een Zuid-Afrikaans dichter. 

## Biografie
Toen Small een jaar oud was, verhuisde het gezin van Wellington naar Goree, een buitenwijk van Robertson, dat, evenals Wellington in de Kaapprovincie gelegen is. Zijn vader was daar onderwijzer. Eind 1944 verhuisde het gezin naar Retreat, op de Kaapse Vlakte, waar zijn vader schoolhoofd werd. Via zijn moeder, die moslim was, kwam hij in contact met de islam en via zijn vader die van protestanten huize was, met het christendom. Beide factoren hebben zijn latere werk enorm beïnvloed. 
Hij bezocht de katholieke middelbare school St. Columba in Athlone op de Kaapse Vlakte, waar hij in 1953 eindexamen deed. Hij studeerde een jaar geneeskunde en vervolgens filosofie aan de Universiteit van Kaapstad. Na zijn studie kon hij, dankzij een beurs, een jaar wetenschapsfilosofie studeren in Londen. In 1959 doceerde Small politieke filosofie aan de Universiteit van Fort Hare en in 1960 kreeg hij een aanstelling als hoofd van de Faculteit Filosofie aan de nieuw opgerichte Universiteit van West-Kaapland (UWK). Deze universiteit werd in de apartheidsperiode gesticht als een speciale instelling voor kleurlingen. Van 1963 tot 1965 studeerde hij in Oxford morele filosofie. Ten gevolge van zijn politieke betrokkenheid (hij was in de zeventiger jaren betrokken bij SASO, South African Students' Organisation), werd zijn situatie bij UWK onhoudbaar en nam hij in 1973 noodgedwongen ontslag. Na allerlei baantjes en een studie Maatschappelijk Werk kwam hij in 1984 terug als hoofd van het departement Maatschappelijk Werk. In 1993 werd hij aangesteld als senior professor. In 1997 ging hij met pensioen.

## De auteur
Adam Smalls eerste schrijfpogingen bestonden uit toneelstukken die op de zondagsschool in Retreat werden opgevoerd. Het wonen op de Kaapse Vlakte heeft zijn schrijverswerk op twee manieren sterk beïnvloed. Hij kwam al vroeg in aanraking met de grote armoede waarin veel gezinnen leefden en hij maakte kennis met het Kaapse Afrikaans dat op de Kaapse Vlakte werd gesproken. Small was niet de eerste Afrikaanse dichter die gebruik maakte van het Kaaps, maar wel de eerste die deze variant van het Afrikaans veelvuldig gebruikte in zijn gedichten.
Zijn debuut verscheen in 1957, Verse van die liefde, gevolgd door Klein simbool, een bundel korte prozateksten en spreuken. Die eerste steen? (1961), is een essay waarin hij klaagt over de verwijdering die apartheid teweeg bracht tussen wit en bruin.
Vanaf het begin vormt het lot van de onderdrukten en de arbeidersklasse een belangrijk thema in zijn werken, met name in de dichtbundels Kitaar my kruis en Sê Sjibbolet. Aan apartheidswetten, zoals het verbod op het gemengde huwelijk (What abou' de lô?) en gedwongen verhuizingen in District Six (Die bulldozers, hulle ‘t gakom) heeft hij veel gedichten gewijd. Deze sociale of protestgedichten schreef hij in het Kaaps (i.t.t. zijn meer persoonlijke gedichten die hij in het Standaardafrikaans schreef). Small maakte in zijn gedichten vaak gebruik van satire, ironie en sarcasme, iets wat niet altijd begrepen werd. Ook is hem vaak verweten dat hij een te berustende houding innam, bijvoorbeeld in de strofe Die Here het gaskommel en die dice het verkeerd geval vi' ons ... daai's maar al (De Heer heeft geschud en de dobbelsteen is voor ons gewoon verkeerd gevallen ... da's alles), terwijl hij op deze manier aan minder bevoorrechte mensen die alleen maar in hun lot konden berusten, een stem gaf. In de zeventiger jaren heeft hij uit protest een tijdje uitsluitend in het Engels geschreven. Hij was toen nauw betrokken bij de Black Conscioussness Movement (zie zijn Black bronze beautiful-kwatrijnen).
Small is een van de weinige bruine Afrikaanse schrijvers die in de canon van die Afrikaanse letterkunde opgenomen is. Dit wordt vooral toegeschreven aan zijn vormvernieuwing. Die is met name zichtbaar in zijn toneelstuk Kanna hy kô hystoe, waarmee hij veel succes oogstte. Een Engelse versie van dit drama is een aantal keren in de Verenigde Staten opgevoerd. Het drama Joanie Galant-hulle vertelt het verhaal van een familie die gedwongen moest verhuizen en Krismis van Map Jacobs handelt over de vele gezichten van bruine identiteit. Ten slotte heeft Small nog een radiodrama The Orange Earth , vertaald als Goree, en de roman Heidesee geschreven.
Na een jarenlang stilzwijgen trad Small in september 2013 voor het eerst weer in het openbaar op. In dat jaar verscheen ook een nieuwe publicatie van zijn hand, de dichtbundel Klawerjas. 
In september 2012 ontving hij de Hertzogprijs voor zijn gehele oeuvre.